# 宁夏气象台
宁夏气象台位于中国宁夏回族自治区银川市，其前身是建于1954年的银川气象站，1986年改为现名，是宁夏气象局的下属机构。气象台建筑面积4450平方米，有职工100余人，设有卫星云图接收和气象通讯系统。